# منشأة عامر
قرية منشاة عامر هي إحدى القرى التابعة لمركز كفر الدوار في محافظة البحيرة في جمهورية مصر العربية. حسب إحصاءات سنة 2006، بلغ إجمالي السكان في منشاة عامر 8959 نسمة، منهم 4431 رجل و4528 امرأة.